# Francis Tresham (spelkonstruktör)
Francis G. Tresham, född 1936, död 23 oktober 2019, var en brittisk brädspelkonstruktör. Han har bland annat skapat spelen 1829: South, 1829: North, 1830: Railroads and Robber Barons och Civilization.
Spelet 1829: South är ett brädspel med järnvägsbyggartema som utspelar sig i södra England. Detta spel har en linjär aktiemarknad och bolagen grundas i en förutbestämd ordning till ett fastslaget marknadsvärde. Varje bolag har en given startstad. Bolagen bygger sedan järnväg mellan olika städer och köper lok. Genom att köra loken mellan de städer man har järnväg tjänar man pengar. Den som har mest pengar på slutet vinner. Francis Tresham gav ut spelet 1974 under det egna bolaget Hartland Trefoil Ltd . Spelet ges inte ut längre.
De ovan nämnda spelen har gett upphov till en bred flora av så kallade 18xx-spel. I stort sett alla handlar om att investera i och bygga järnvägar i olika geografiska uppsättningar och med lite olika regelvarianter.